# Fermil de Basto
Fermil de Basto é uma vila portuguesa do Município de Celorico de Basto que está integrada na atual freguesia de Veade, Gagos e Molares. Esta povoação foi elevada a categoria de vila em 12 de Julho de 2001 devido ao seu grande desenvolvimento.

## Património
- Casa do Campo - casa datada de 1763 (Turismo de Habitação)
- Casa do Pomar - casa datada de 1733 e capela datada de 1734